# Am deutschen Wesen mag die Welt genesen

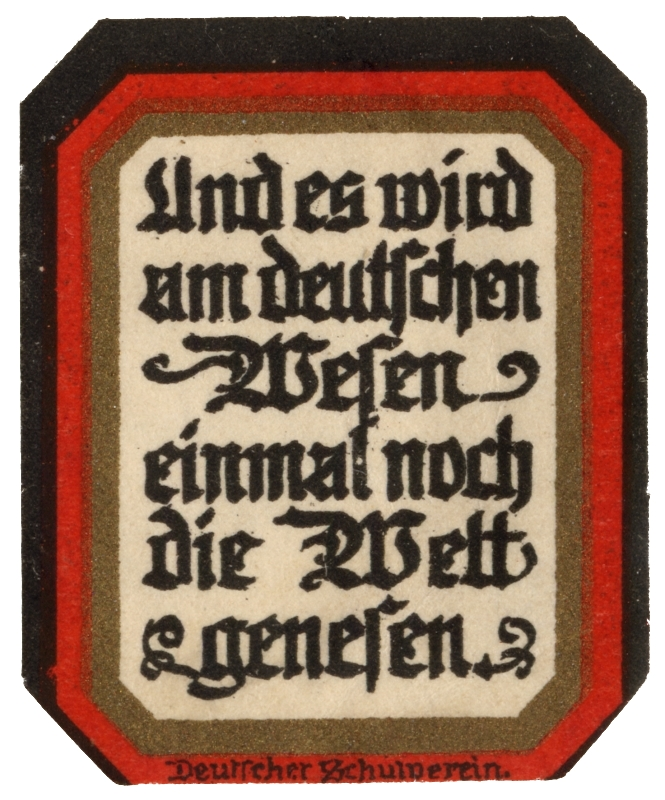
Wehrschatzmarke des Deutschen Schulvereins aus der Zeit des Ersten Weltkriegs

Am deutschen Wesen mag die Welt genesen ist ein politisches Schlagwort, welches auf Emanuel Geibels Gedicht Deutschlands Beruf zurückgeht. Das Gedicht wurde 1861 geschrieben und 1871 veröffentlicht in Geibels Buch "Heroldsrufe", und zwar im dritten der vier Kapitel Vor 1848, Schleswig-Holstein, Von 1849 bis 1866, Von 1866 bis 1871. Der Autor setzte sich darin für die Einheit Deutschlands ein und rief die Einzelstaaten zur Einigung unter einem deutschen Kaiser auf, dem seit 1861 als König von Preußen regierenden Wilhelm I., wie es nach den „Einigungskriegen“ schließlich 1871 auch geschah. Das deutsche Wesen, an dem die Welt genesen mag, ist das geeinte deutsche Staatswesen, von dem eine Friedenswirkung auf das europäische Staatengefüge ausgehen werde. Das vom Gedicht abgeleitete Schlagwort Am deutschen Wesen mag die Welt genesen wurde später von der politischen Führung verwendet und umgedeutet.

## GedichtDeutschlands Beruf(1861)
Die 7 Strophen des Gedichts:
| Soll’s denn ewig von Gewittern Am umwölkten Himmel brau’n? Soll denn stets der Boden zittern, Drauf wir unsre Hütten bau’n? Oder wollt ihr mit den Waffen Endlich Rast und Frieden schaffen? Daß die Welt nicht mehr, in Sorgen Um ihr leichterschüttert Glück, Täglich bebe vor dem Morgen, Gebt ihr ihren Kern zurück! Macht Europas Herz gesunden Und das Heil ist euch gefunden. | Einen Hort geht aufzurichten, Einen Hort im deutschen Land! Sucht zum Lenken und zum Schlichten Eine schwerterprobte Hand, Die den güldnen Apfel halte Und des Reichs in Treuen walte. Sein gefürstet Banner trage Jeder Stamm, wie er’s erkor, Aber über alle rage Stolzentfaltet eins empor, Hoch, im Schmuck der Eichenreiser Wall’ es vor dem deutschen Kaiser. | Wenn die heil’ge Krone wieder Eine hohe Scheitel schmückt, Aus dem Haupt durch alle Glieder Stark ein ein’ger Wille zückt, Wird im Völkerrath vor allen Deutscher Spruch aufs neu erschallen. Dann nicht mehr zum Weltgesetze Wird die Laun’ am Seinestrom, Dann vergeblich seine Netze Wirft der Fischer aus in Rom, Länger nicht mit seinen Horden Schreckt uns der Koloß im Norden. | Macht und Freiheit, Recht und Sitte, Klarer Geist und scharfer Hieb Zügeln dann aus starker Mitte Jeder Selbstsucht wilden Trieb, Und es mag am deutschen Wesen Einmal noch die Welt genesen. |

## Erklärung
Die Laun’ am Seinestrom bezieht sich auf das Zweite Kaiserreich Napoleons III. in Frankreich,  während der Fischer in Rom den seit 1846 amtierenden Papst Pius IX. bezeichnet und wie der päpstliche Fischerring Bezug nimmt auf die Berufung Petri und seines Bruders Andreas zu „Menschenfischern“ (Mk 1,17 ). Der Koloß im Norden bezieht sich auf Dänemark, den Gegner in der Schleswig-Holsteinischen Erhebung 1848–51 und im Deutsch-Dänischen Krieg um Schleswig-Holstein von 1864.

## Politisches Schlagwort
Kaiser Wilhelm II. verwendete das Schlagwort am deutschen Wesen mag die Welt genesen zum Beispiel in seiner Rede am 31. August 1907 im Landesmuseum in Münster. Versteht man Wesen unter Missachtung des geschichtlichen Kontexts als Wesen im philosophischen Sinn, kann es gegen die Intention Geibels als Aufforderung an die Welt missverstanden werden, „deutscher zu werden“. Dem entsprach die verbreitete Zuspitzung des Geibel’schen mag zu soll: Am deutschen Wesen soll die Welt genesen. Bundespräsident Theodor Heuss erteilte dieser Interpretation 1952 eine Absage: „Es ist kein Volk besser als das andere, es gibt in jedem solche und solche. Amerika ist nicht ‚God’s own country‘, und der harmlose Emanuel Geibel hat einigen subalternen Unfug verursacht mit dem Wort, daß am deutschen Wesen noch einmal die Welt genesen werde.“